# Pieter Valkenier

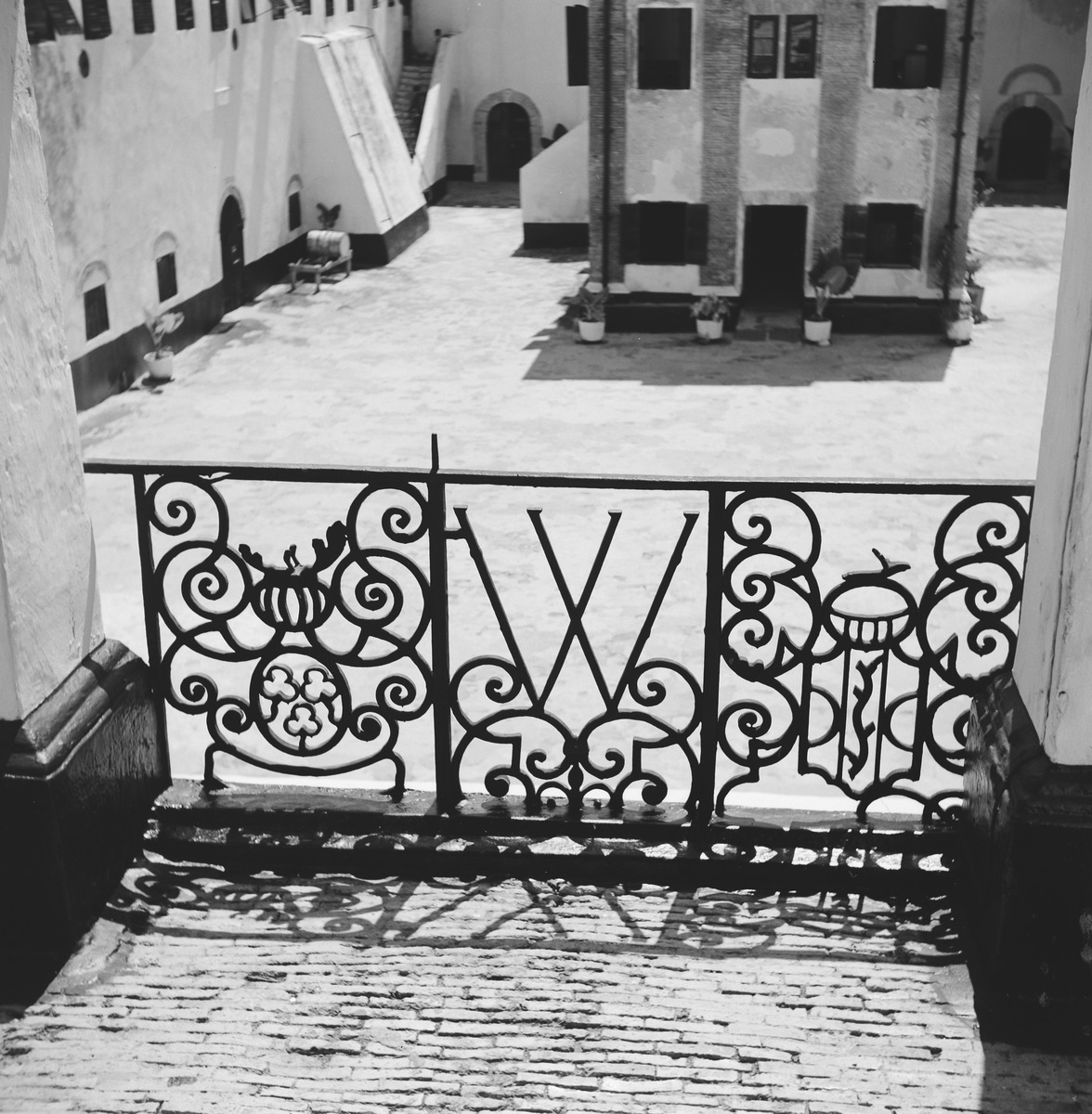
Grille dans le château d'Elmina avec les armoiries familiales de Pieter Valkenier et Bregje van Ghesel.

Pieter Valkenier, aussi écrit Pieter Valckenier, né à Amsterdam le 14 mars 1691 et mort à Amsterdam le 5 avril 1738 est échevin d'Amsterdam et gouverneur de Côte-de-l'Or néerlandaise.
Pieter Valckenier descend de la famille régente d'Amsterdam Valckenier (nl). Il est le fils de Pieter Ranst Valckenier et le petit-fils de Gillis Valckenier (nl). En 1735, il acquiert le château d'Asten (en). L'achat a mis fin à la propriété du manoir par l'ancienne noblesse. Le dernier noble propriétaire était Johannes Christophorus de Bertholf Ruyff de Belven (nl). 
Il intègre la Compagnie néerlandaise des Indes occidentales en tant qu'oppercommies (haut responsable) et débute par la supervision des activités de traite des esclaves depuis Ouidah, dans la Côte des Esclaves. Le contexte de forte concurrence l'amène à acheter des esclaves à un prix de plus en plus élevé pour rester compétitif vis à vis des compagnies françaises et britanniques. Il sera témoin de conflits et altercations avec les Portugais et les Anglais qui influençaient les chefs locaux pour réduire l'accès des Néerlandais au commerce des esclaves. 
Ses rapports en 1714 et 1715 font état d'une situation particulièrement instable avec des fluctuations de prix rendant les opérations de la compagnie difficiles. Il propose des ajustements des pratiques commerciales incluant une modification des méthodes de vente, l'ajustement des prix et le renforcement de l'approvisionnement pour s'adapter à la conjoncture locale. 
Le 14 décembre 1723, il est nommé gouverneur de la Côte-de-l'Or néerlandaise. Il entretient des relations avec l'empire ashanti représenté par Opoku Ware Ier et intervient lors de certains conflits. Suspectant d'ingérence les Britanniques d'armer les troupes Fanti dans leur conflit avec les Ashantis, il décide de ne plus respecter l'interdiction de de circulation d'armes à feu au delà de leur territoire. Par ce fait, il permet de réapprovisionner l'armée ashantie. 
Il doit également faire face à l'hostilité des actions perpétrées par John Canoe et déploie de nombreuses troupes à Elmina afin de protéger les intérêts de la Compagnie néerlandaise des Indes occidentales à partir de 1724. Il organise des tentatives diplomatiques pour résoudre le conflit avec ce chef Ahanta qui a pris possession d'un ancien fort brandebourgeois. Cependant, au terme de plusieurs échecs, il entreprend une opérations militaires en 1726 afin de reprendre le fort. 
En 1727, il prend sa retraite de son poste de gouverneur de la Côte-de-l'Or néerlandaise et expose à la Compagnie néerlandaise des Indes occidentales un plan visant d'implantation et de peuplement d'une colonie au cap des Trois-Pointes, aux environs du Fort Fredericksburg récemment repris aux mains de John Canoe. Il signale la présence de territoires aurifères justifiant l'implantation d'une colonie plus importante. 
Pieter Valckenier est marié à Bregje van Ghesel (nl). Elle vivait dans son domaine Hogergeest à Velsen et est enterrée à Amsterdam en novembre 1753.